# Jarosław Kalinka
Jarosław Kalinka (ur. 2 maja 1964) – polski ginekolog-położnik i perinatolog, profesor zwyczajny medycyny. Kierownik Oddziału Położnictwa i Perinatologii Centralnego Szpitala Klinicznego Uniwersytetu Medycznego w Łodzi, były prezes Polskiego Towarzystwa Medycyny Perinatalnej.
Absolwent Liceum Polskiego w Bengazi. Studia medyczne rozpoczął na Akademii Medycznej w Łodzi, gdzie również uzyskał w 1989 roku dyplom lekarza medycyny. W 1995 roku uzyskał stopień doktora nauk medycznych a w 2006 roku został doktorem habilitowanym nauk medycznych. W 2010 roku otrzymał tytuł profesora nadzwyczajnego. W 2018 roku otrzymał tytuł naukowy profesora nauk medycznych.

## Praca zawodowa
Pracę zawodową rozpoczął w 1991 roku, w latach 1998–2002 asystent w Instytucie Ginekologii i Położnictwa Akademii Medycznej w Łodzi, w którym przechodząc wszystkie etapy awansu zawodowego, związany jest do dziś. Zaczynał jako asystent, dochodząc w 2009 roku do stanowiska kierownika kliniki oraz do stanowiska profesora nadzwyczajnego w Klinice Perinatologii I Katedry Położnictwa i Ginekologii Uniwersytetu Medycznego w Łodzi. Laureat wielu nagród rektora za działalność naukową i dydaktyczną oraz laureat tytułu „Osobowość roku” w dziedzinie medycyna w Gali „Osobowości i Sukcesy Roku 2014 Ziemi Łódzkiej”. W 2016 roku został wybrany prezesem elektem Polskiego Towarzystwa Medycyny Perinatalnej, był także członkiem zarządu.  
W latach 2009–2024 pełnił funkcję kierownika Kliniki Perinatologii I Katedry Ginekologii i Położnictwa Uniwersytetu Medycznego w Łodzi, Wojewódzki Specjalistyczny Szpital im. M. Pirogowa w Łodzi (do 2009 Szpital im. Madurowicza). W tym szpitalu od 2008 był także ordynatorem Oddziału Perinatologii i Bloku Porodowego, 54-łóżkowego oddziału  składającego się z bloku porodowego, oddziału przedporodowego i połogowego oraz sali pooperacyjnej. Oddział posiadał najwyższy, III stopień referencyjny opieki perinatalnej (jeden z dwóch takich ośrodków w regionie łódzkim). W oddziale leczone są ciężarne i rodzące z grupy wysokiego ryzyka. W trakcie kierowania oddziałem opracował i wprowadził do praktyki klinicznej nowe standardy postępowania leczniczego i operacyjnego, w tym m.in. w przypadkach krwotoków okołoporodowych (operacja modo B-Lynch, karbetocyna), porodów przedwczesnych oraz technik nadzoru okołoporodowego. 
Od 2018 zasiada w Radzie Dyrektorów Preterm Birth Collaborative (Prebic), międzynarodowej organizacji z siedzibą w USA zajmującej się tematyką porodów przedwczesnych.
W latach: 2019–2023 (2024?) pełnił funkcję Prezesa Polskiego Towarzystwa Medycyny Perinatalnej, jest jego ekspertem. W 2018 roku został przewodniczącym zarządu łódzkiego oddziału Polskiego Towarzystwa Ginekologów i Położników. Pełni tę funkcję do dzisiaj.
Od 2024 kierownik Oddziału Położnictwa i Perinatologii Centralnego Szpitala Klinicznego Uniwersytetu Medycznego w Łodzi

## Specjalizacja
Jego zainteresowania kliniczne dotyczą epidemiologii perinatalnej, profilaktyki i diagnostyki porodu przedwczesnego, hipotrofii płodu (czynników ryzyka, leczenia), środowiskowych przyczyn powstawania wybranych patologii ciąży, czynników immunologicznych i infekcyjnych wpływających na przebieg i wynik ciąży oraz genetycznych uwarunkowań porodu przedwczesnego. Od 2007 roku reprezentuje Polskę w międzynarodowym Stowarzyszeniu zajmującej się zapobieganiem występowania porodu przedwczesnego PREBIC (Preterm Birth Collaborative).
Autor licznych publikacji naukowych (ponad 100), 270 wystąpień zjazdowych, monografii oraz podręczników dla studentów i lekarzy z zakresu położnictwa i ginekologii i perinatologii.